# Kittipong Wongma
Kittipong Wongma (tiếng Thái: กิตติพงษ์ วงษ์มา, sinh ngày 14 tháng 9 năm 1995) là một cầu thủ bóng đá từ Thái Lan. Hiện tại anh thi đấu cho Sukhothai ở Giải bóng đá Ngoại hạng Thái Lan.

## Sự nghiệp thi đấu
Ngày 3 tháng 12 năm 2014, Kitipong, lúc đó 19 tuổi, chuyển từ Sisaket United ở Hạng đấu 2 đến Sisaket ở Giải bóng đá Ngoại hạng Thái Lan. Anh còn màn trình diễn ấn tượng cho câu lạc bộ trong mùa giải đầu tiên ở giải vô địch.
Ngày 28 tháng 1 năm 2016, Kittipong Wongma chuyển đến Udon Thani ở Hạng 2 bằng một hợp đồng cho mượn.

## Sự nghiệp quốc tế
Ngày 8 tháng 7 năm 2015, Kittipong ra sân trong trận đấu giữa Thai League All-Star với Reading F.C..